# ريتشارد بيرمان
ريتشارد بيرمان (بالإنجليزية: Richard Berman)‏ هو عضو مجموعة ضغط أمريكي، ولد في 1942.

## وصلات خارجية
- ريتشارد بيرمان على موقع إن إن دي بي (الإنجليزية)